# Саборна црква у Шибенику
Саборна црква Успења Пресвете Богородице у Шибенику је главни и највећи православни храм у Шибенику, смештен уз седиште, владичански двор Епархије далматинске Српске православне цркве. Саборна црква у Шибенику је средишња црква епархије.

## Историјат
У Шибенику поред колоније православних Грка, од раног средњег века живе и православни Срби, највише у предграђу званом Варош. По одлуци Млетачког сената, унутар зидова града Шибеника, православни Грци и Срби 1569. године подижу цркву Светог Јулијана. Будући бројнији од Грка, 1600. године православни Срби у Шибенику у свом насељу Варош подижу још једну цркву за богослужбене потребе – храм посвећен Часном Крсту. У овом храму је служено све до краја 18. века, када је у непосредној близини подигнута већа црква Вазнесења Господњег, 1778. године, са иконостасом од грчких икона. Ова црква је и данас богослужбено активна и назива се Свети Спас.
У време француске владавине Далмацијом 1810. године, православни Срби купују и оснивају још једну цркву у Шибенику - бивши самостан св. Спаса који су држали темплари, флагеланти и на крају часне сестре властелинског порекла - то је данашња Саборна црква Успења Пресвете Богородице. Иконостас Саборне цркве урађен је 1827. године од стране сликарске породице Лазовић (Симеона и Алексија).
Саборна црква има веома богату ризницу, коју чине преко стотину икона рађених у византијском стилу (од 15. до 19. века), као и богату ризницу богослужбених предмета и рукописа.

## Извор
1. ↑  "Време", 30. јан. 1938, стр. 8.

- Епархија далматинска - Намесништво шибенско